# BitC
BitC — язык системного программирования, разработанный исследователями Университета Джонса Хопкинса и The EROS Group как часть проекта Coyotos. Типобезопасен, ориентирован на разработку надёжных (верифицируемых) встраиваемых систем, драйверов и других задач системного программирования.

## Цели
Язык создавался с целью решить две основные задачи:
1. Объединить достижения современных языков программирования при сохранении производительности языка Си.
2. Упростить верификацию низкоуровневых программ, таких как ядро/микроядро операционной системы.

## Достижения
На данный момент на BitC возможно реализовать MPEG-декодер или алгоритм криптографического хеширования SHA-1, которые будут иметь доказанную безопасность, и при этом соперничать в быстродействии с реализацией на Си. Этого невозможно добиться на Standard ML, OCaml или Haskell.

## Состояние
В апреле 2009 года главный разработчик, Джонатан Шапиро, объявил, что принял предложение Microsoft по работе над операционной системой Midori и в августе прекратит работу над языком программирования. В марте 2010 года он объявил, что покидает Microsoft и продолжит работу над BitC. Однако, в марте 2012 он сообщил, что окончательно прекращает разработку, так как язык имеет фундаментальные ошибки в дизайне и в текущем виде работать не будет. 26 февраля 2015 года на официальном сайте было объявлено о работе над версией 0.2 спецификации языка.